# Abbaye Saint-Bernard de Cullman
Pour les articles homonymes, voir Abbaye Saint-Bernard (homonymie) et Saint-Bernard.
L'abbaye Saint-Bernard est une abbaye bénédictine située aux États-Unis, à Cullman (Alabama). Elle appartient à la congrégation américano-cassinaise au sein de la confédération bénédictine. La communauté compte aujourd'hui vingt-cinq moines et cinq novices.

## Histoire
Saint-Martin a été fondée en 1891 par des moines de l'abbaye Saint-Vincent de Latrobe pour subvenir aux besoins spirituels des migrants catholiques germanophones. L'année suivante, ils ouvrent une école de garçons. L'abbaye avait jusqu'en 1979 la responsabilité d'une école primaire, d'une école secondaire, d'un junior college et d'un collège universitaire avec un séminaire. Les moines s'occupent maintenant d'une Preparatory School (St. Bernard Prep School) mixte ouverte aux élèves du secondaire depuis 1984.
Le parc de l'abbaye est réputé pour abriter depuis 1934 l' Ave Maria Grotto, réplique fidèles des lieux de la Terre sainte et de basiliques catholiques célèbres du monde en miniature qui attire de nombreux visiteurs chaque année.
Les moines reçoivent pour des retraites spirituelles et des conférences.